# Leighton McCarthy
Pour les articles homonymes, voir McCarthy.
Leighton Goldie McCarthy (15 décembre 1869-3 octobre 1952) est un homme politique canadien de l'Ontario. Il est député fédéral indépendant de la circonscription ontarienne de Simcoe-Nord de 1898 à 1908 .

## Biographie
Né à Walkerton de Ontario, McCarthy est nommé au Barreau de l'Ontario en 1892.
Élu député indépendant lors d'une élection partielle suivant le décès de son père, Dalton McCarthy, dans un accident de véhicule, il est réélu en 1900 et en 1904. Il ne se représente pas en 1908 et est défait à titre de candidat libéral en 1911.
En 1928, McCarthy devient président de la Canada Life Assurance Company et est nommé au conseil privé de la Reine en 1941.
De 1941 à 1944, il travaille dans la haute diplomatie canadienne à Washington D.C. et devient le premier ambassadeur du Canada aux États-Unis (auparavant le poste était occupé par un Envoyé extraordinaire et ministre plénipotentiaire). Il prend sa retraite de la pratique du droit en 1946.
McCarthy déménage à Toronto et construit une maison au 45 Walmer Road en 1932. Décédé dans sa demeure en 1952, il lègue celle-ci à l'Université de Toronto. Depuis 1953, la maison est le site du la Institute of Child Study (en).
Le fonds d'archives Leighton G. McCarthy à Bibliothèque et Archives Canada est disponible sous le numéro de référence R4172.